# Stadio Kerkyra
Lo stadio Kerkyra (in greco: Δημοτικό Στάδιο Κέρκυρας)  è uno stadio  di calcio sito a Corfù, in Grecia. Ospita le partite casalinghe dell'Kerkyra e può ospitare 3 000 persone.

## Storia
Lo stadio fa parte del Centro Atletico Nazionale (EAC) di Corfù. Ha due gradinate, una grande ad ovest e una più piccola a est, costruita nel 1973. 
Nel 2003 sono stati installati i proiettori, mentre nel 2005 tutte le gradinate vennero dotate di sedili di plastica. La costruzione della copertura della gradinata grande è stata realizzata nel 2007. 
Nel 2010 sono stati aggiunti, in via provvisoria, altri 200 posti come soluzione temporanea, ma in pratica non vengono utilizzati (non vengono emessi biglietti per questi posti). Si prevede che la capacità della nuova gradinata sia di 1 230 posti.